# Filippo Paladini
Filippo Paladini, eigentlich Filippo di Benedetto Paladini, (* um 1544 in Casi in Val di Sieve, heute Rufina; † 1614 in Mazzarino bei Caltanissetta) war ein Maler des Manierismus in der Toscana, auf Malta und auf Sizilien.

## Leben

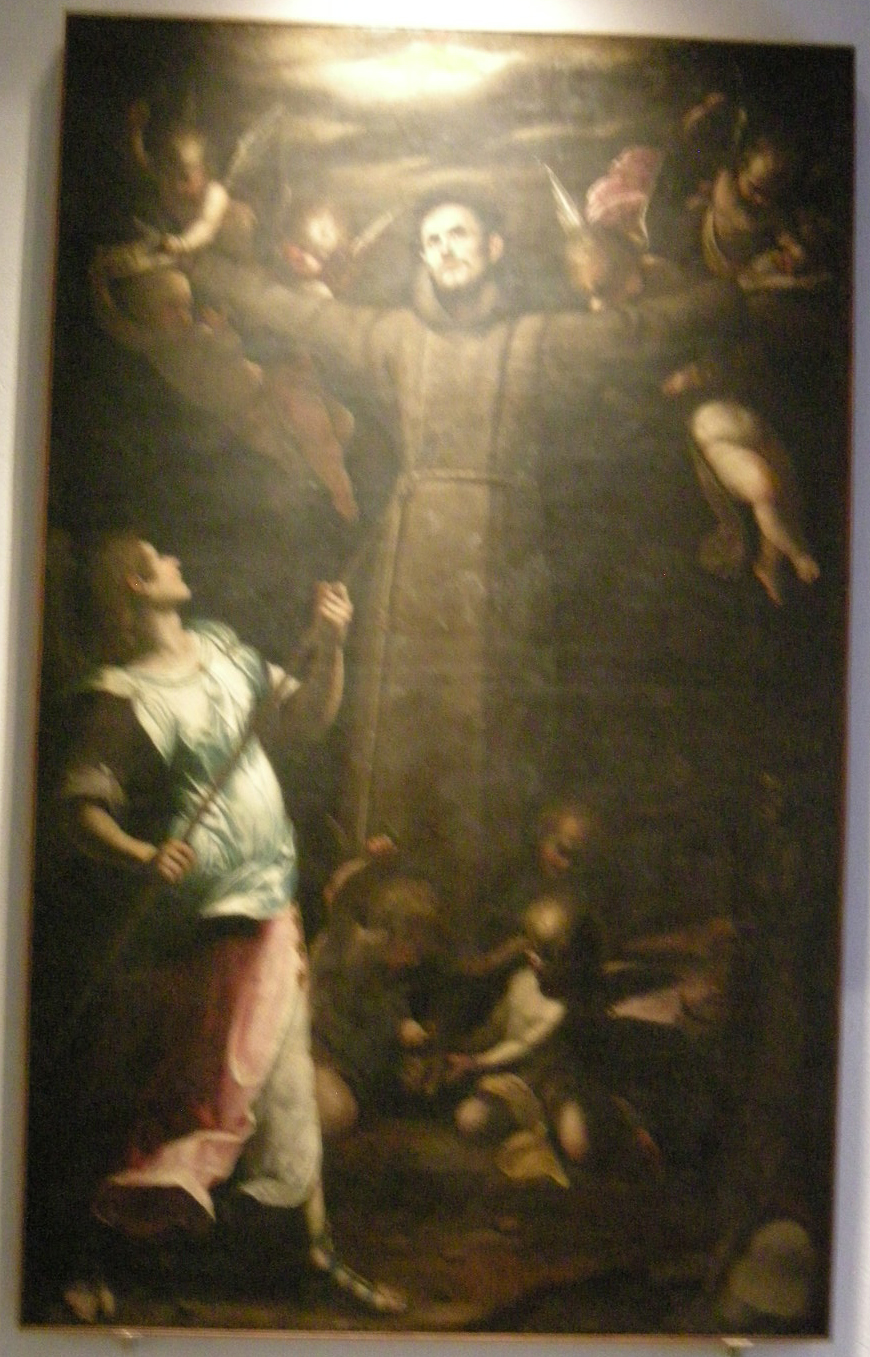
Filippo Paladini: Stigmata des Franz von Assisi (ca. 1610).

Filippo Paladino wurde nahe Florenz geboren. Über seine Ausbildung ist nichts bekannt, jedoch zeigt sein Werk den deutlichen Einfluss der lombardischen Meister und später, er ist ab 1586 in Florenz, von Ludovico Cigoli (1559–1613), Federico Barocci (um 1528–1612) und insbesondere von Michelangelo Merisi da Caravaggio (1573–1610), den er vermutlich 1609 in Palermo getroffen hat.
Ähnlich wie Caravaggio in Rom, musste sich Paladino kurz nach seiner Ankunft in Florenz wegen eines Mordanschlages vor dem Gericht verantworten. Nach dem Schuldspruch wurde er zur Zwangsarbeit verurteilt. Als Galeerensträfling diente er in Pisa und später auf Malta. Dessen ungeachtet gestaltete er gemeinsam mit Bernardino Poccetti und Giovanni Stefano Marucelli in Pisa die Fassade des Palazzo dell’Orologio in Pisa. Auf Malta malte er im Auftrag des Erzbischofs für die S. Paolo in La Valletta ein Hochaltarbild und für die Kapuzinerkirche das Bild „Auffindung des Kreuzes“. Ab 1589 arbeitete er für den Großmeister der Johanniter Hugues de Loubenx de Verdalle um im 1586 erbauten Palast Verdala den Hauptsaal und eine Zimmerflucht mit Fresken zu versehen. 1595 kehrte er für kurze Zeit in die Toskana zurück, um kurz darauf, wahrscheinlich wieder auf Malta oder Sizilien zu arbeiten. Ab 1601 sind erste Arbeiten auf Sizilien dokumentiert, wo er in den Dienst des Fürsten Branciforti di Mazzarino kam und in den folgenden Jahren eine rege Tätigkeit entfaltete. So arbeitete er Caltanissetta, Caltagirone, Piazza Armerina, Scicli, Mazzarino und Palermo in Kirchen, Klöstern und für private Auftraggeber. Einer seiner Schüler in Palermo war Zoppo di Gangi. 1611 war Paladini für kurze Zeit auf Malta, um Malaufträge für Altarbilder zu erfüllen.

## Werk
- Erzengel Michael (1601) ehemals Galleria Nazionale (Palermo) Verbleib unbekannt
- Der Hl. Antonius am Pult (1603, Chiesa di San Domenico, Licata)
- Madonna im Strahlenkranz mit Heiligen (1605, Sant’Ignazio all’Olivella, Palermo)
- Die unbefleckte Jungfrau mit Franz von Assisi (1606, Chiesa dell’Immacolata, Mazzarino)
- Madonna del Rosario (1608, Chiesa di San Domenico, Mazzarino)
- Johannespredigt (1608, Abbazia Benedettina di San Martino delle Scale, Palermo)[1]
- Mariä Himmelfahrt (1610, Chiesa di San Giorgio, Modica)
- Anbetung der Könige (um 1610, Pinacoteca Zelantea, Acireale)
- Stigmata des Franz von Assisi (1610 circa, Museo regionale Messina)
- Trinität und Heilige (1611, Chiesa di San Domenico, Licata)
- Martyrium des S. Ignazio (1613, Sant’Ignazio all’Olivella, Palermo)
- Martyrium der hl. Agathe (Kathedrale von Catania)
- Kreuzabnahme (Chiesa di San Tommaso Apostolo, Mineo)
- Martyrium des San Lorenzo, (Chiesa di San Gregorio Magno, Vizzini)
- Madonna der Gnade (Chiesa di San Gregorio Magno, Vizzini)
- Kreuzabnahme (chiesa del Gesù, Caltagirone)
- Auffindung der Madonna Hodigetria (Chiesa dei Cappuccini, Caltagirone)
- Lukas malt die Madonna. Chiesa di San Giorgio dei Genovesi (Palermo)
- Franz von Assisi (Galleria Regionale Palazzo Abatellis, Palermo)